# Ordina Open 2008
Die Ordina Open 2008 waren ein Tennisturnier der WTA Tour 2008 für Damen und ein Tennisturnier der ATP Tour 2008 für Herren in Rosmalen in der Gemeinde ’s-Hertogenbosch und fanden zeitgleich vom 15. bis 21. Juni 2008 statt.

## Herrenturnier
→ Hauptartikel: Ordina Open 2008/Herren
→ Qualifikation: Ordina Open 2008/Herren/Qualifikation

## Damenturnier
→ Hauptartikel: Ordina Open 2008/Damen
→ Qualifikation: Ordina Open 2008/Damen/Qualifikation